# دهستان کشکوئیه
دهستان کشکوئیه نام دهستانی در بخش کشکوئیه شهرستان رفسنجان، استان کرمان در ایران است. براساس سرشماری مرکز آمار ایران در سال ۱۳۸۵، جمعیت آن ۵۹۹۵ نفر (۱۴۳۸ خانوار) بوده‌است.